# Violeta Szekely
Violeta Szekely (Rumania, 26 de marzo de 1965), también llamada Violeta Beclea, es una atleta rumana, especialista en la prueba de 1500 m, en la que ha logrado ser subcampeona olímpica en 2000 y subcampeona mundial en 2001.

## Carrera deportiva
En las Olimpiadas de Sídney 2000 ganó la plata en los 1500 metros, tras la argelina Nouria Mérah-Benida y por delante de su compatriota la también rumana Gabriela Szabo.
Al año siguiente, en el Mundial de Edmonton 2001 volvió a ganar la medalla de plata en 1500 m, llegando a la meta tras Gabrielas Szabo, y por delante de la rusa Natalya Gorelova.